# 阿卜杜·卡迪尔广场

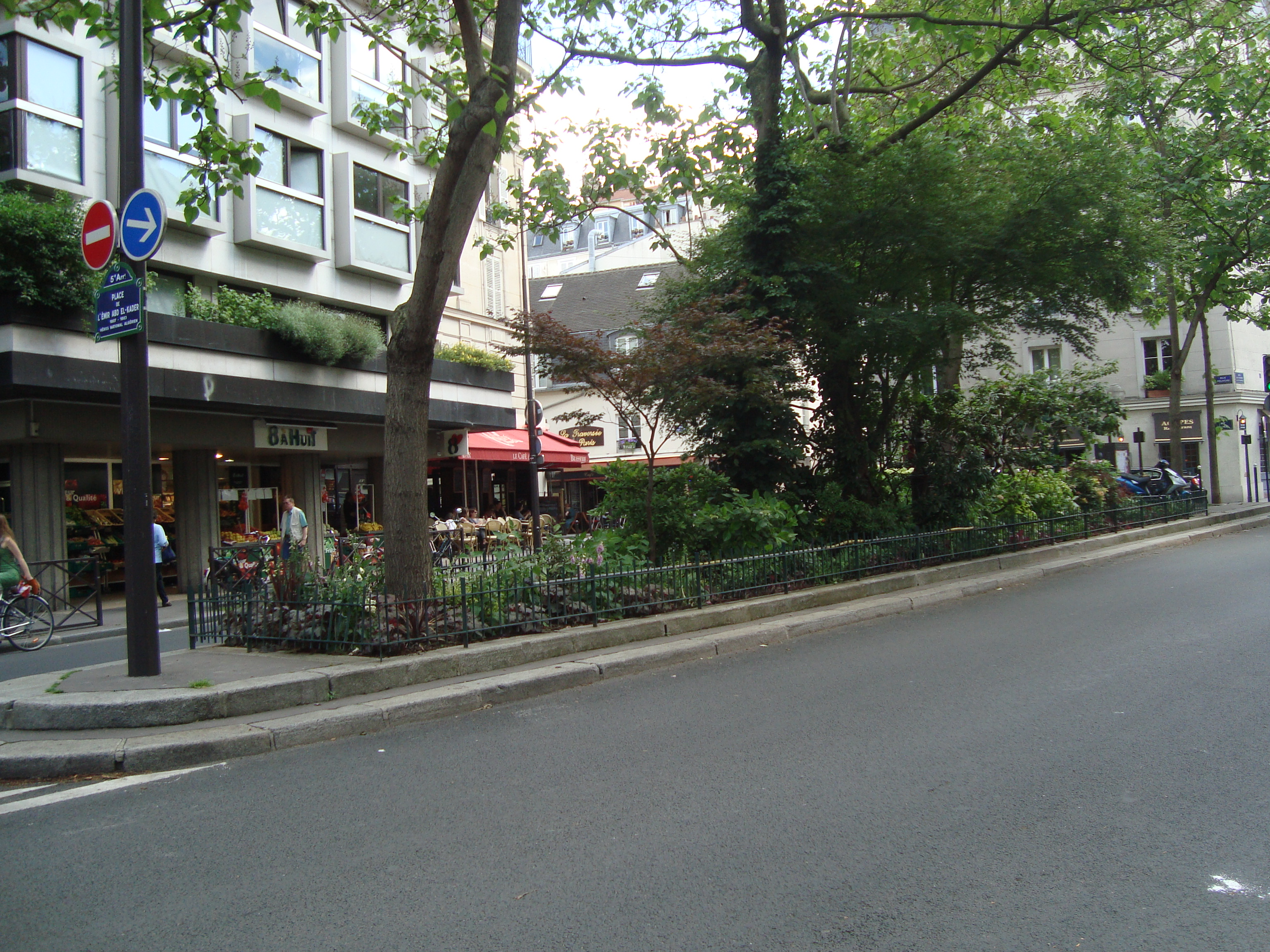

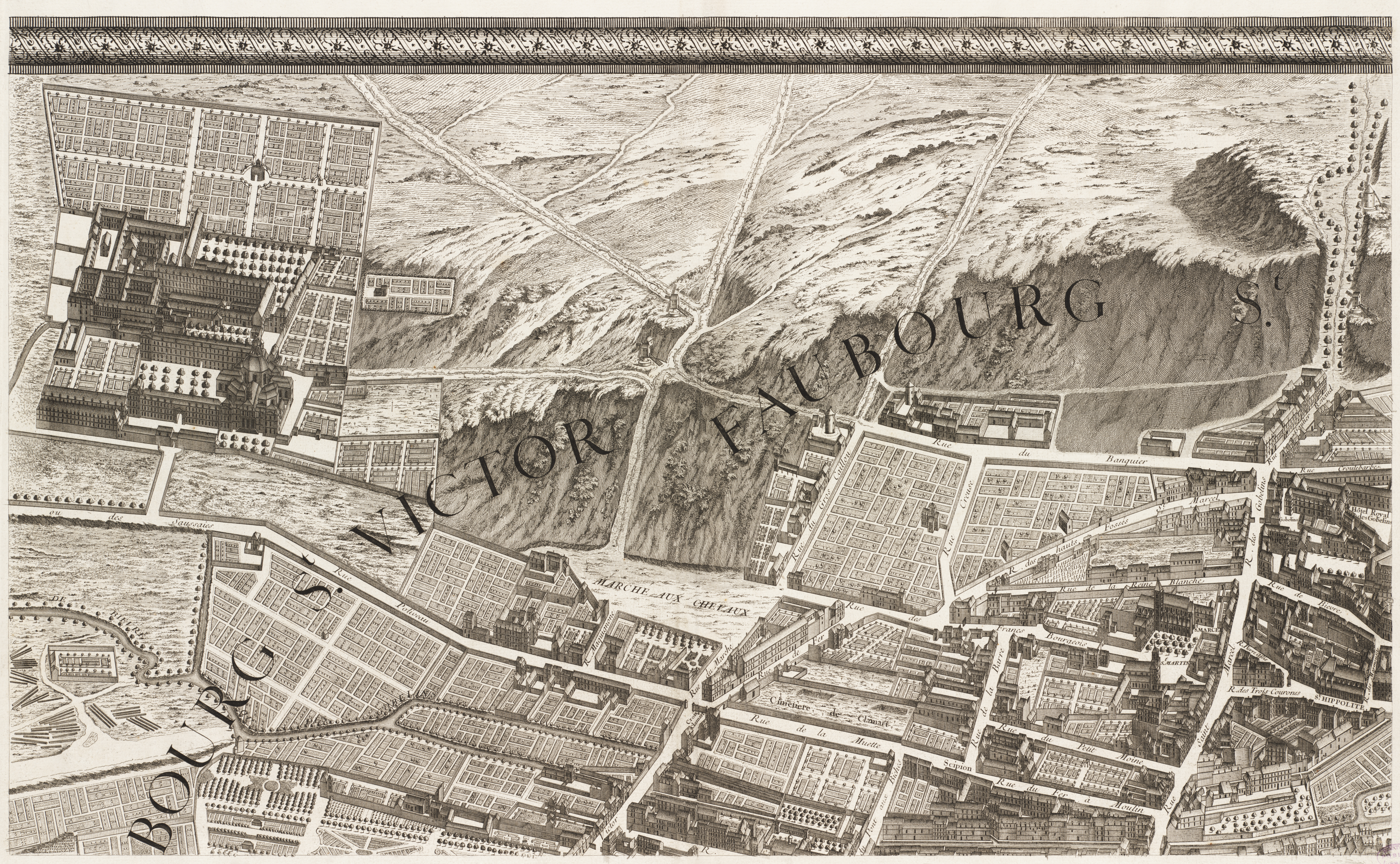

阿卜杜·卡迪尔广场（Place de l'Émir-Abdelkader）是巴黎第五区的一个三角形广场。长34米，宽13米。艾蒂安·若弗鲁瓦·圣伊莱尔路（Rue Geoffroy-Saint-Hilaire）、圣马塞勒路（rue des Fossés-Saint-Marcel）和波利沃路（Rue Poliveau）交汇于此。

## 名称
广场得名于阿尔及利亚宗教和军事领袖阿卜杜·卡迪尔（Abd el-Kader，1808-1883），命名于2006年7月5日。

## 交通
附近的地铁站是圣马塞尔站（Saint-Marcel）和桑西埃-多邦顿站（Censier - Daubenton）（5、7号线）。

## 历史

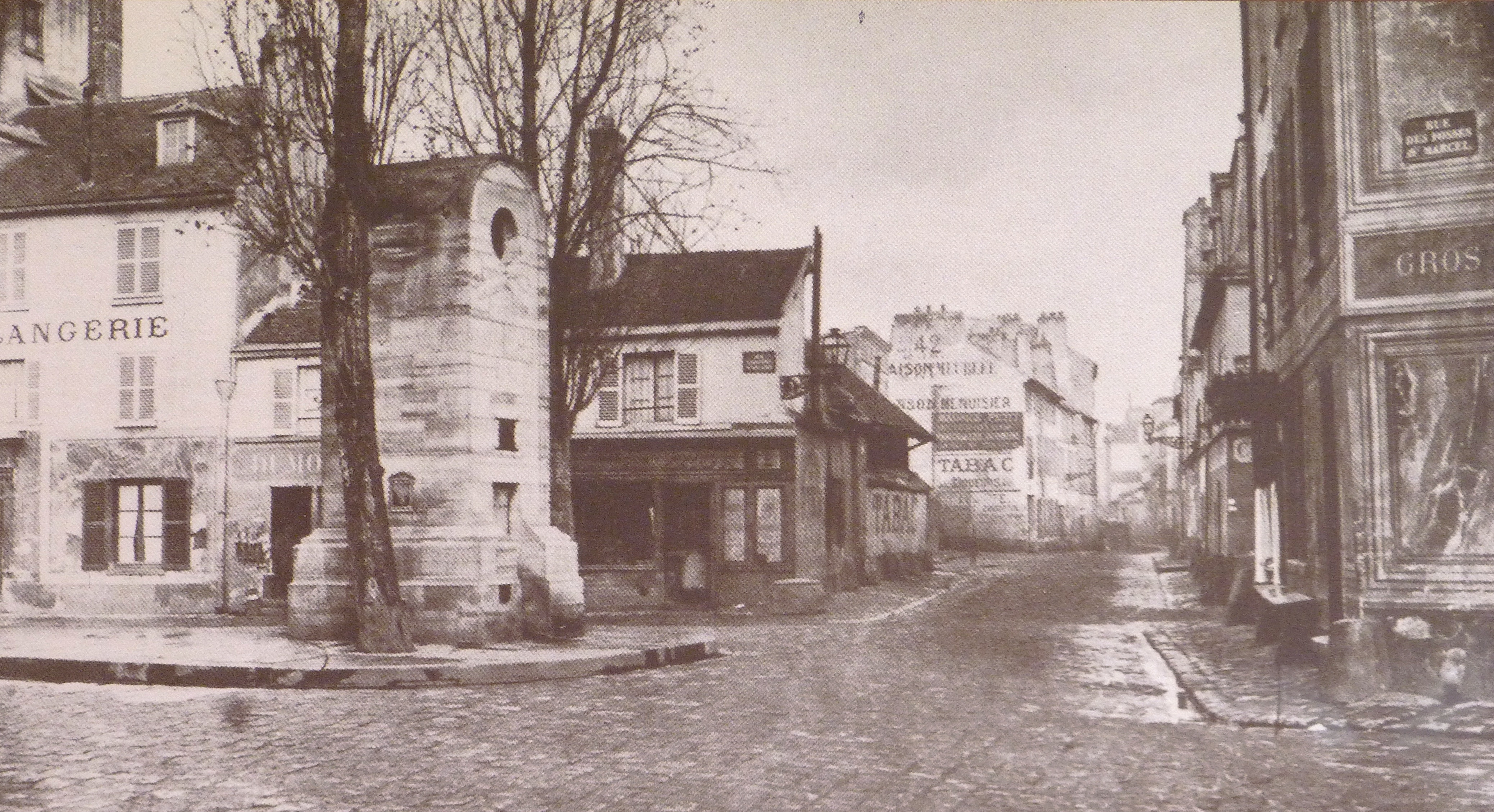

## 建筑
- 广场中央的华莱士喷泉（fontaine Wallace）
- 克拉马公墓（cimetière de Clamart）就在附近